# アニマル・ベジテイション・カレッジ
アニマル・ベジテイション・カレッジ（英語: Animal Vegetation College）とは、千葉県にある騎手、厩務員、牧場スタッフ、乗馬インストラクターなど、馬に関する仕事の総合技術を専門とする養成学校である。乗馬クラブ「オリンピッククラブ」を運営する株式会社ニューオリンピッククラブにより運営されている。
宝馬乗馬学校を前身とする。同校の施設をキャンパスとして利用している。2012年現在、事務局は同一の住所（千葉県芝山町内）にある。

## キャンパス
キャンパスはオリンピッククラブが所有する施設である。
- 第一施設：宝馬乗馬学校（千葉県山武郡芝山町）
- 第二施設： 富里トレーニングファーム[3]（千葉県富里市）

## 学科
- 本科（全日制）[1]
- 専攻科（全日制） - 2005年時点では「速成科」[1]
- 選択科[1]

## おもな出身者
宝馬乗馬学校時代の出身者を含む。

### 日本中央競馬会 (JRA) 騎手
- 穂苅寿彦[4]
- 川島信二[4]
- 大野拓弥[4]
- 三浦皇成[4]（選択科[1]）
- 伊藤工真[4]（選択科[4]）
- 西村太一

### 地方競馬全国協会 (NAR) 騎手
- 今井大輝
- 岡田晴樹
- 井上幹太
- 木之前葵
- 小林凌
- 高橋昭平
- 吉井章
- 藤田玄己
- 室陽一朗